# Оситнязька сільська рада (Кропивницький район)
| Оситнязька сільська рада — колишній орган місцевого самоврядування у Кропивницькому районі Кіровоградської області з адміністративним центром у с. Оситняжка. Сільській раді підпорядковані населені пункти: - с. Оситняжка - с. Петрове |

## Склад ради
Рада складається з 16 депутатів та голови.

### Керівний склад ради
| ПІБ                       | Основні відомості                                                         | Дата обрання | Дата звільнення |
| ------------------------- | ------------------------------------------------------------------------- | ------------ | --------------- |
| Гаращенко Алла Миколаївна | Сільський голова, 1959 року народження, освіта, позапартійна              | 26.03.2006   | 31.10.2010      |
| Гаращенко Алла Миколаївна | Сільський голова, 1959 року народження, освіта вища, член Партії регіонів | 31.10.2010   | 30.03.2012      |
| Шикло Павло Миколайович   | Сільський голова, 1963 року народження, освіта вища, член Партії регіонів | 15.12.2013   |                 |

Примітка: таблиця складена за даними джерела

## Населення
Згідно з переписом УРСР 1989 року чисельність наявного населення села становила 1144 особи, з яких 507 чоловіків та 637 жінок.
За переписом населення України 2001 року в селі мешкало 1208 осіб.

### Мова
Розподіл населення за рідною мовою за даними перепису 2001 року:
| Мова       | Відсоток |
| ---------- | -------- |
| українська | 96,93 %  |
| російська  | 2,74 %   |
| молдовська | 0,17 %   |
| білоруська | 0,08 %   |
| вірменська | 0,08 %   |